# Nazionale maschile under 17 di calcio della Serbia
La nazionale di calcio serba Under-17, i cui giocatori sono soprannominati le Aquile Bianche, è la rappresentativa calcistica Under-17 nazionale della Serbia ed è posta sotto l'egida della Fudbalski Savez Srbije. Nella gerarchia delle nazionali giovanili serbe è posta prima della nazionale Under-16.

## Partecipazioni ai tornei internazionali

### Europei Under-17
- 2002: Quarti di finale
- 2003: Non qualificata
- 2004: Non qualificata
- 2005: Non qualificata
- 2006: Primo turno
- 2007: Non qualificata
- 2008: Primo turno
- 2009: Non qualificata
- 2010: Non qualificata
- 2011: Primo turno
- 2012: Non qualificata
- 2013: Non qualificata
- 2014: Non qualificata
- 2015: Non qualificata
- 2016: Primo turno
- 2017: Primo turno
- 2018: Primo turno
- 2019: Non qualificata
- 2022: Semifinali
- 2023: Quarti di finale
- 2024: Semifinali